# Huttenbouwdorp

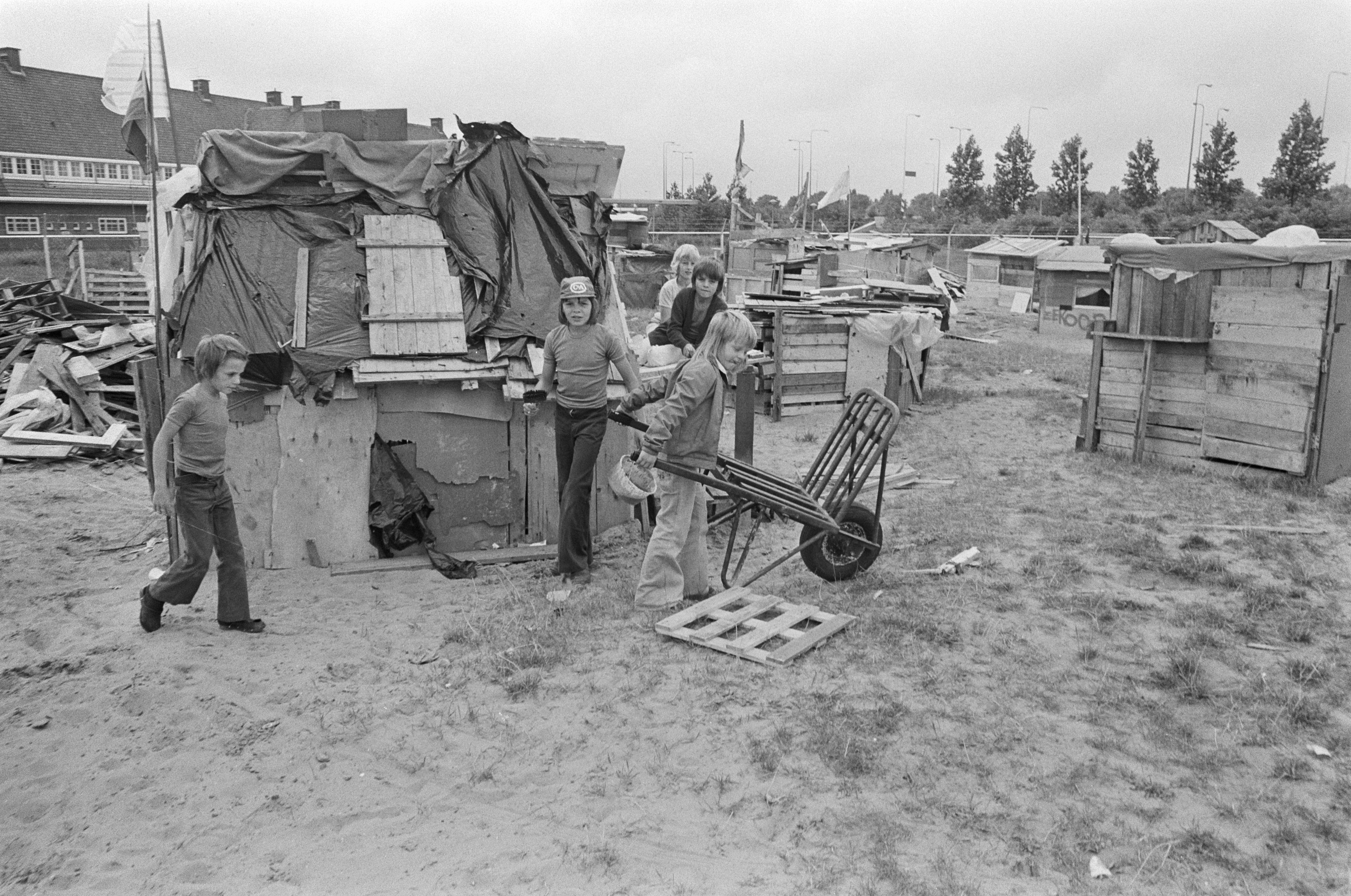
Huttenbouwdorp in Amsterdam in 1974

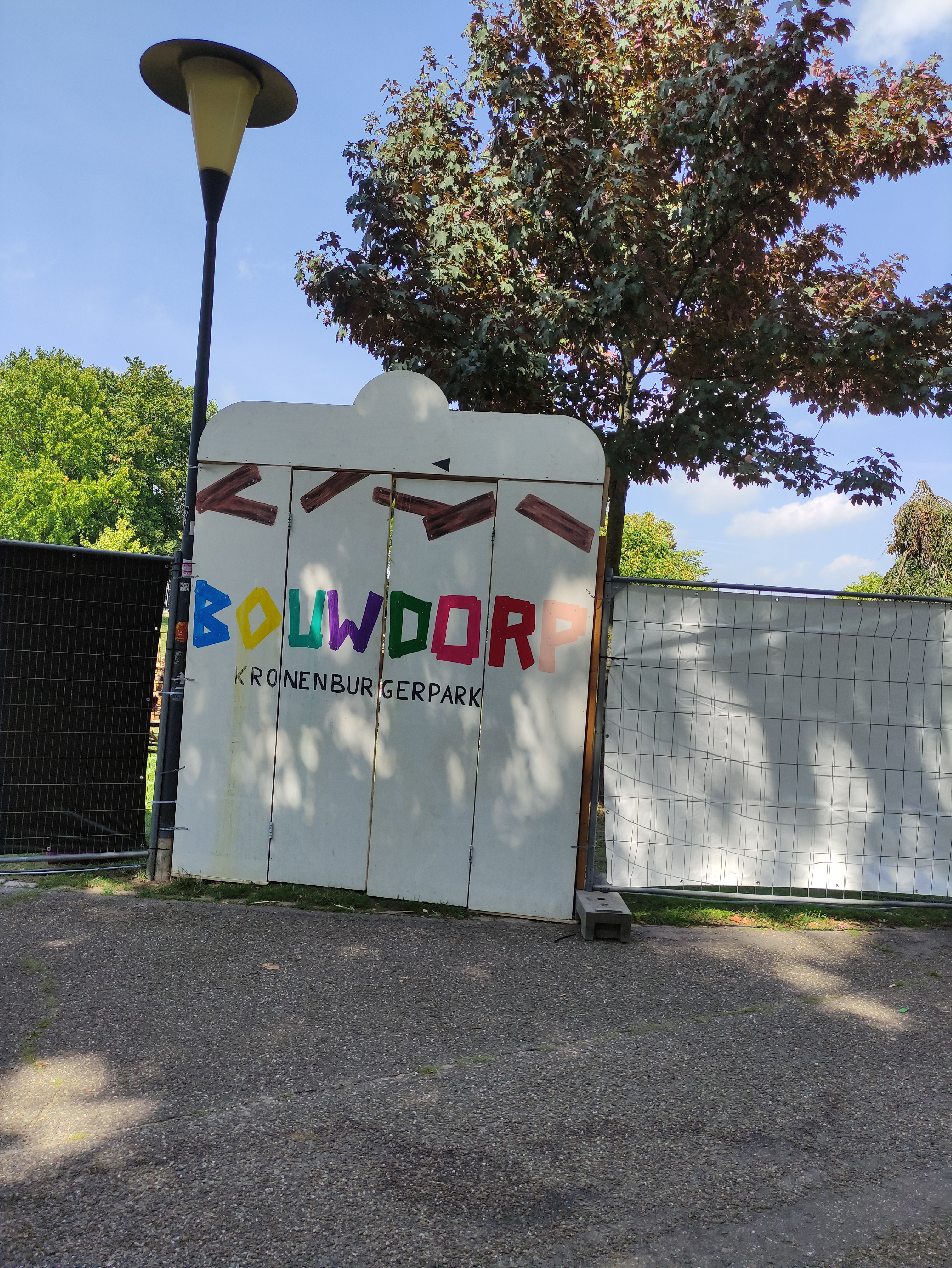
Ingang van het Bouwdorp in het Kronenburgerpark te Nijmegen in augustus 2025

Een huttenbouwdorp, timmerdorp of bouwdorp is een zomerkamp waar kinderen met hout hun eigen hut of een gezamenlijk bouwwerk kunnen bouwen. Het biedt kinderen vermaak en een creatieve uitlaatklep en is ook educatief van aard, omdat het samenwerking en vaardigheden aanleert. Huttenbouwdorpen werden oorspronkelijk opgezet om kinderen uit minder welgestelde gezinnen een betaalbare vakantieweek te bieden, maar thans nemen kinderen van alle welstandsniveaus deel.

## Geschiedenis
De eerste huttenbouwdorpen ontstonden in Nederland in de tweede helft van de twintigste eeuw, met als doel kinderen uit gezinnen met beperkte financiële middelen een vakantieweek te bieden. Deze initiatieven groeiden snel in populariteit en werden een vaste traditie in de zomervakantie. Kinderen kregen de kans om, onder begeleiding van vrijwilligers, hun eigen hutten te bouwen van hout, planken en pallets. Dit bood hen niet alleen een zinvolle en creatieve dagbesteding, maar ook een gevoel van voldoening en samenwerking.
In de loop der jaren breidde het concept zich uit, en anno 2024 zijn er naar schatting meer dan honderd huttenbouwdorpen verspreid over heel Nederland. Deze dorpen, die vaak in de laatste week van de zomervakantie plaatsvinden, trekken soms tot rond de vijfhonderd kinderen per locatie aan. In sommige dorpen is het traditie dat de kinderen op de laatste dag in hun zelfgebouwde hutten mogen overnachten.

## Maatschappelijke relevantie
Huttenbouwdorpen vervullen een maatschappelijke functie door kinderen een betaalbare en creatieve vakantieweek te bieden, ongeacht hun financiële achtergrond. De toegankelijkheid van deze dorpen, met toegangsprijzen variërend van gratis tot enkele tientjes, maakt deelname mogelijk voor gezinnen met uiteenlopende inkomens. Echter, door toenemende kosten als gevolg van gestegen houtprijzen en strengere regelgeving, staan deze initiatieven anno 2024 onder druk. Organisatoren worden geconfronteerd met de uitdaging om betaalbare prijzen te handhaven zonder concessies te doen aan de kwaliteit van de activiteit.
Ondanks deze uitdagingen proberen de huttenbouwdorpen trouw te blijven aan hun oorspronkelijke doelstelling: het bieden van een zinvolle vakantieweek voor kinderen, vooral die uit minder vermogende gezinnen. Sommige gemeenten kennen subsidies toe om de continuïteit van deze dorpen te waarborgen. Sommige huttenbouwdorpen nemen extra maatregelen zoals het reserveren van gratis toegangskaarten om deelname voor kinderen uit minder draagkrachtige gezinnen te waarborgen.